# Parque Botánico de Cornouaille
El Parque Botánico de Cornouaille (en francés : Parc botanique de Cornouaille) es un museo y jardín botánico de 4 hectáreas de extensión, de propiedad privada, en Combrit, Francia. Está catalogado como Jardin Remarquable. 

## Localización
Parc botanique de Cornouaille Kerlever, Combrit, Département de Finistère, Bretagne, France-Francia.
Está abierto todos los días excepto los lunes en los meses cálidos del año, se cobra una tarifa de entrada.

## Historia
El jardín fue ideado por Jean-Pierre Gueguen apasionado de la botánica e infatigable viajero, quién recorre el mundo en busca de variedades susceptibles de adaptarlas al clima bretón. Eligiendo el lugar más favorable climáticamente a las plantas que soñaba hacer cultivar este jardín en 1981. 
Hay numerosas colecciones de plantas de tierra de brezal y plantas poco comunes en situaciones variadas, desde jardín acuático a la rocalla el conjunto sumaría más de 2000 taxones. 

## Colecciones
El parque es una de las primeras colecciones botánicas de Bretaña. Las plantas van estiquetadas con la edad, nombre científico y origen. Las plantas vienen del mundo entero (de Laponia a Sudáfrica haciendo una escala en Japón, Sudamérica, China, en los Estados Unidos y por fin en Australia y Nueva Zelanda). 
Sus colecciones albergan más de 3500 especies de plantas, compuestas de :
- Colección de Camelias con 550 variedades,
- Colección de rhododendron con 400 variedades,
- Colección de magnolias con 85,
- Colección de azaleas con 80,
- Colección de hortensias con 60.
- Jardín acuático, de 7000 m², de una antigüedad de 5 años, se construye sobre 2 m de turba. Es el lugar del parque donde la temperatura es más baja. Fue necesario que pasaran 2 años para conseguir tener un equilibrio acuático, es decir, un equilibrio entre la flora y la fauna. Alrededor de la cuenca se encuentran plantas gigantes de Gunneras, Pieris, Iris, Nenúfares, Hemerocallis, Hortensias.
- Rocalla
- Museo de minerales, es el único museo consagrado a la mineralogía mundial, francesa y también al Macizo Armoricano con 1200 elementos.

Plantas de interés incluye Acer trautvetteri, Camelia caudata, Cleyera japonica, Corylus jacquemontii, Distylium racemosum, Embothrium coccineum, Enkianthus perulatus, Magnolia rostrata, y Rhododendron campylocarpum,